# Hemiramphus saltator
El pajarito saltador, chere, chota saltona o pez aguja es la especie Hemiramphus saltator, un pez marino de la familia hemirránfidos, distribuido por la costa este del océano Pacífico, desde California (Estados Unidos) hasta Ecuador, incluidas las islas Galápagos.

## Importancia para el hombre
Es pescado con importancia comercial, encontrándose en los mercados fresco con un precio medio, utilizado ocasionalmente como cebo para pesca deportiva.

## Anatomía
Con el cuerpo largo y mandíbula inferior más larga que la superior, como es característico de la familia. Se ha descrito una captura de 48 cm, pero lo normal es una longitud máxima de 35 cm. No tienen espinas en las aletas, con la aleta pectoral muy larga, aleta caudal profundamente ahorquillada, el lóbulo inferior más largo que la superior; aleta anal con 10 a 13 radios; el lomo de color azul oscuro, los flancos plateados y el vientre blanco, con el borde de la mandíbula inferior rojo, lóbulo superior de la aleta caudal azul violeta con la punta roja.

## Hábitat y biología
Habitan aguas marinas pelágico-oceánicas subtropicales, de comportamiento oceanódromo. Vive asociado a la superficie, donde los adultos forman grandes cardúmenes, donde se alimentan de pequeños peces y organismos planctónicos.
Es ovíparo con larvas plantónicas, siendo los huevos enganchados a objetos flotantes mediante filamentos.